# Санто Стефано ди Гаифа
Санто Стефано ди Гаифа је насеље у Италији у округу Пезаро и Урбино, региону Марке.
Према процени из 2011. у насељу је живело 41 становника. Насеље се налази на надморској висини од 153 м.